# Rock ’n’ Roll Nashville Marathon

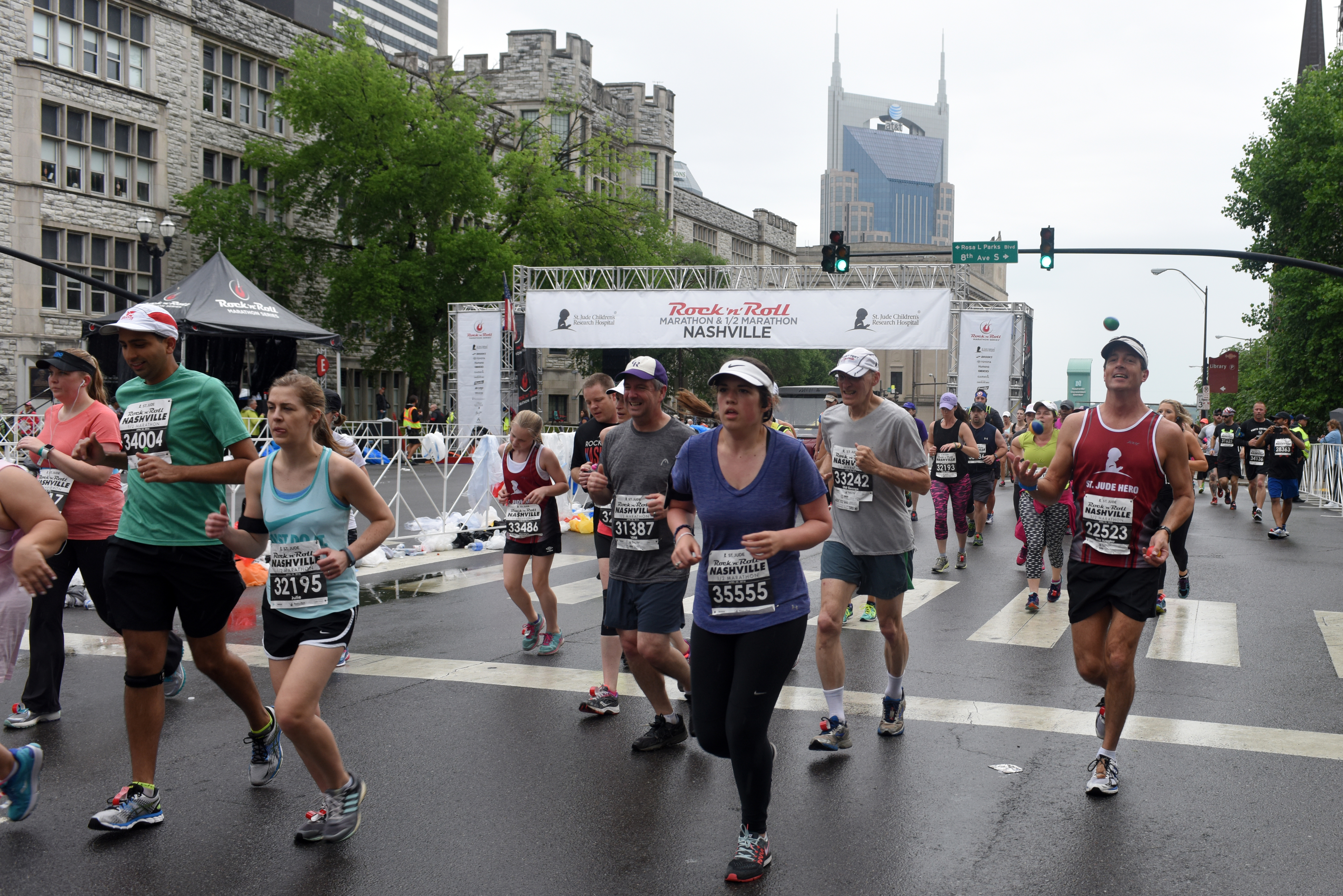
Läufer 2016

Der Rock 'n' Roll Nashville Marathon (bis 2015 Country Music Marathon) ist ein Marathon, der seit 2000 jeweils Ende April in Nashville (USA, Bundesstaat Tennessee) stattfindet. Er wird von der Competitor Group organisiert, die den ursprünglichen Veranstalter Elite Racing 2008 aufgekauft hat. Zum Programm gehört seit 2002 auch ein Halbmarathon.
Der Start ist am Centennial Park. Von dort läuft man über die West End Avenue an der Vanderbilt University vorbei ostwärts in die Innenstadt. Dort wird eine Schleife auf dem Broadway, der 4th Avenue mit dem Schermerhorn Symphony Center und der Demonbreun Street mit der Country Music Hall of Fame absolviert, bevor es in Richtung Süden über die 17th Avenue und, an der Belmont University vorbei, auf dem Belmont Boulevard geht. Über ebendiesen und die 16th Avenue kehrt man zum Stadtzentrum zurück. Während die Halbmarathonläufer das Tennessee State Capitol umrunden und sich direkt zum Ziel am LP Field auf dem rechten Ufer des Cumberland River begeben, laufen die Marathonis weiter nach Norden auf einer Schleife durch den Buena Vista Park und den Ted Rhodes Park. Auf dem Rückweg passieren sie den Bicentennial Mall State Park, bevor sie für das letzte Viertel auf das rechte Ufer des Cumberland River wechseln. Ostwärts gelangen sie in den Shelby Park und laufen dann flussabwärts zum Ziel am LP Field.
Neben dem Rock 'n' Roll Nashville Marathon gibt es in Nashville seit 2006 den Harpeth Hills Flying Monkey Marathon. Dieser Landschaftslauf findet im November auf einer profilierten Strecke im Percy Warner Park statt.
2010 wurde das Rennen wegen eines Unwetters abgebrochen und die sich noch auf der Strecke befindlichen Marathonläufer auf dem Halbmarathonkurs oder einer Strecke von 20,4 bzw. 22,2 Meilen ins Ziel geleitet.

## Statistik

### Streckenrekorde
- Männer: 2:12:55 h, Luke Kibet (KEN), 2000
- Frauen: 2:28:06 h, Irina Bogatschowa (KGZ), 2003

### Siegerliste
| Datum         | Männer                         | Zeit (h) | Frauen                     | Zeit (h) |
| ------------- | ------------------------------ | -------- | -------------------------- | -------- |
| 27. Apr. 2019 | Scott Wietecha -7-             | 2:34:59  | Carson Davis (USA)         | 3:06:25  |
| 28. Apr. 2018 | Scott Wietecha -6-             | 2:28:16  | Stella Chrisoforou (USA)   | 2:53:44  |
| 29. Apr. 2017 | Scott Wietecha -5-             | 2:40:25  | Lauren Mitchell (USA)      | 3:17:32  |
| 30. Apr. 2016 | Scott Wietecha -4-             | 2:25:42  | Melanie Kulesz -2-         | 2:59:09  |
| 25. Apr. 2015 | Scott Wietecha -3-             | 2:23:33  | Melanie Kulesz (USA)       | 3:04:28  |
| 26. Apr. 2014 | Scott Wietecha -2-             | 2:25:51  | Jeannette Faber (USA)      | 2:47:32  |
| 27. Apr. 2013 | Scott Wietecha (USA)           | 2:22:41  | Jill Horst (USA)           | 2:57:51  |
| 28. Apr. 2012 | Ryan James (USA)               | 2:32:47  | Erin Sutton (USA)          | 2:54:16  |
| 30. Apr. 2011 | David Oboisa Kellum (KEN)      | 2:17:40  | Ruby Riativa (COL)         | 2:49:59  |
| 24. Apr. 2010 | William Naranjo (COL)          | 2:15:39  | Ilsa Paulson (USA)         | 2:33:41  |
| 25. Apr. 2009 | Amos Tirop Matui (KEN)         | 2:13:41  | Tatjana Puschkarjowa (RUS) | 2:36:44  |
| 26. Apr. 2008 | Sylvester Kipyego Chebii (KEN) | 2:14:27  | Swetlana Ponomarenko (RUS) | 2:30:33  |
| 28. Apr. 2007 | Simon Njuguna Wangai (KEN)     | 2:13:52  | Olena Schurchno (UKR)      | 2:37:52  |
| 29. Apr. 2006 | Katera Feyissa (ETH)           | 2:15:06  | Tatjana Mironowa (RUS)     | 2:36:51  |
| 30. Apr. 2005 | Nephat Ngotho Kinyanjui (KEN)  | 2:15:37  | Irina Safarowa (RUS)       | 2:33:53  |
| 24. Apr. 2004 | Luke Kibet -2-                 | 2:14:11  | Anuța Cătună (ROU)         | 2:33:36  |
| 26. Apr. 2003 | Jomo Godwin Kororia (KEN)      | 2:12:56  | Irina Bogatschowa (KGZ)    | 2:28:06  |
| 27. Apr. 2002 | Jackson Chebet (KEN)           | 2:18:59  | Aurica Buia -2-            | 2:35:58  |
| 28. Apr. 2001 | Christopher Cheboiboch (KEN)   | 2:13:28  | Aurica Buia (ROU)          | 2:34:40  |
| 29. Apr. 2000 | Luke Kibet (KEN)               | 2:12:55  | Lucia Subano (KEN)         | 2:37:02  |

### Entwicklung der Finisherzahlen
| Jahr | Marathon | davon Frauen | Halbmarathon     | davon Frauen   |
| ---- | -------- | ------------ | ---------------- | -------------- |
| 2015 |          |              |                  |                |
| 2014 | 3115     | 1441         | 19.156           | 12.514         |
| 2013 | 2705     | 1227         | 18.022           | 11.454         |
| 2012 | 3942     | 1803         | 22.330           | 14.213         |
| 2011 | 4100     | 1842         | 22.015           | 14.009         |
| 2010 | 767      | 171          | 23.799 1408 1075 | 15.254 683 404 |
| 2009 | 3328     | 1316         | 19.601           | 11.880         |
| 2008 | 4402     | 1926         | 21.463           | 13.520         |
| 2007 | 4796     | 2117         | 19.431           | 12.232         |
| 2006 | 4005     | 1788         | 14.642           | 9215           |
| 2005 | 3711     | 1539         | 11.328           | 6820           |
| 2004 | 4146     | 1698         | 9257             | 5486           |
| 2003 | 3125     | 1278         | 7247             | 4289           |
| 2002 | 3466     | 1397         | 5789             | 3393           |
| 2001 | 4943     | 2178         | ---              | ---            |
| 2000 | 5819     | 2589         | ---              | ---            |